# Iglesia de San José (San Juan de la Rambla)
La iglesia parroquial de San José está situada en el término municipal de San Juan de la Rambla, isla de Tenerife (Canarias, España).

## Historia
La iglesia fue elevada al rango de parroquia en 1964, segregándose de la de San Juan Bautista del casco de San Juan de la Rambla.

## Características
Se ubica en la Plaza Domingo Reyes Afonso, y se configura como una sencilla construcción de planta rectangular, con cubierta de tejas árabes a cuatro aguas y una pequeña sacristía adosada a la cabecera. En la fachada principal, la puerta de entrada -de cojinetes- está enmarcada por un arco de medio punto de cantería sostenido por pilastras. Una segunda entrada, igualmente de medio punto y construida en mampostería con una hornacina sobre su clave se abre en la fachada lateral, mirando hacia la calle 19 de Marzo.
En el vértice de la fachada se instaló una espadaña de piedra, con arco de medio punto, mientras que la iluminación es propiciada por cuatro pequeños ventanales (en las fachadas laterales) y una claraboya abierta sobre el coro. En la cabecera existe una cruz de madera sobre pedestal de cantería.
El artesonado de par y nudillo que cubre interiormente el templo, formaba originalmente un cuerpo continuo, actualmente segmentado por el arco toral de madera de la capilla mayor. Está reforzado por tres tirantes decorados con estrellas de lacería, apeado sobre sendas ménsulas. El artesonado se delimita mediante una gruesa orla tallada en forma de cordón. El pavimento actual sustituye al original de losetas rojas en la capilla mayor, así como a las gradas de cantería.
En el interior sobresale el retablo mayor, de un solo cuerpo y dividido en tres calles, separadas por columnas y que sostienen un entablamento en los laterales y un ático curvo en la parte central. Entre sus imágenes destaca la de San José, una talla policromada y decorada con rocallas de oro, de adscripción cronológica imprecisa. Las restantes imágenes son modernas y de escaso valor.
Actualmente trasladada a un salón anexo, por reformas.

## Bien de Interés Cultural
La iglesia de San José fue declarada bien de interés cultural, con categoría de monumento, por Decreto del Gobierno de Canarias de 9 de mayo de 2006, habiéndose incoado el expediente para tal declaración desde 1991.
El BIC incluye una serie de bienes vinculados al monumento que son:
- Retablo Mayor, finales del xviii, principios del xix, autor anónimo.
- San José con el Niño, escultura de bulto redondo, siglo xviii, autor anónimo.
- Dolorosa, imagen de vestir, siglo xviii, autor anónimo.
- Púlpito, siglo xix.
- Órgano, siglo xix.
- Corona de San Pedro, plata tallada y repujada, siglo xviii, autor anónimo.